# NGC 2644
NGC 2644 је спирална галаксија у сазвежђу Хидра која се налази на NGC листи објеката дубоког неба.
Деклинација објекта је + 4° 58' 51" а ректасцензија 8h 41m 32,0s. Привидна величина (магнитуда) објекта NGC 2644 износи 12,7 а фотографска магнитуда 13,4. NGC 2644 је још познат и под ознакама UGC 4533, MCG 1-22-16, CGCG 32-52, KARA 279, IRAS 08389+0509, PGC 24425.